# Harald Nielsen (silversmed)
Harald Nielsen, född 20 juli 1892 i Bårse, död 22 december 1977 i Hellerup, var en dansk silversmed.
Nielsen var svåger till Georg Jensen och en av dennes närmaste medarbetare. Nielsen hade en enastående talang som teknisk ritare och blev upphovsmannen till några av Georg Jensens mest framgångsrika designer under 1920- och 1930-talen. Efter Jensens död 1935 blev han konstnärlig ledare för Georg Jensen Sølvsmedie A/S i Köpenhamn. Bland Nielsen formgivna föremål märks matbesticket Pyramid och det dubbelräfflade silvermönstret från 1947 som användes på bestickserien. Nielsen finns representerad vid bland annat Nationalmuseum i Stockholm.

## Utmärkelser
- Riddare av Dannebrogorden,  1954[1]

[Redigera Wikidata]